# Leonardo Godoy
Leonardo Ezequiel Godoy ou simplesmente Leo Godoy (Concórdia, 28 de abril de 1995) é um futebolista argentino que atua como lateral-direito. Atualmente, atua pelo Independiente.

## Carreira

### Início
Nascido em Concórdia, Godoy começou como meio-campista no Salto Grande e teve uma tentativa frustrada no Vélez Sarsfield.
Em 2010, transferiu-se para o Atlético Rafaela, onde foi convertido em lateral-direito.

### Atlético Rafaela
Godoy estreou profissionalmente na Primera División Argentina em 10 de abril de 2015, como titular em um empate fora de casa por 1–1 contra o Crucero del Norte. Marcou seu primeiro gol como profissional em 10 de agosto de 2015, na vitória por 5–1 sobre o Deportivo Merlo pela Copa Argentina, sendo expulso posteriormente na mesma partida.

### Talleres
Em julho de 2016, transferiu-se para o Talleres de Córdoba, que adquiriu 80% dos seus direitos econômicos. No clube, foi titular absoluto.
Em setembro de 2020, renovou seu contrato por dois anos antes de ser emprestado ao Estudiantes.

### Estudiantes
Em 16 de setembro de 2020, foi emprestado ao Estudiantes até dezembro de 2021. Em dezembro de 2021, foi comprado em definitivo por US$ 1 milhão.
Foi titular em sua passagem pelo clube, conquistando a Copa Argentina de 2023.

### Athletico Paranaense
Em 6 de janeiro de 2024, foi anunciado como reforço do Athletico Paranaense, assinando por quatro temporadas. Alternou a titularidade com Madson durante a temporada, mas o clube acabou sendo rebaixado.
Ele disputou 42 dos 73 jogos em 2024, sendo titular em 32, com um gol marcado e quatro assistências.

#### Santos

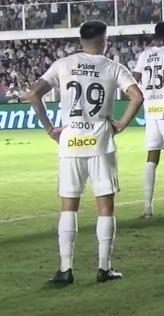
Godoy pelo Santos em 2025

Em 13 de janeiro de 2025, foi anunciado como reforço do Santos por empréstimo até o final da temporada, com opção de compra. Estreou três dias depois, em vitória por 2–1 sobre o Mirassol pelo Campeonato Paulista.
Deixou o clube em junho, após 20 jogos, com um gol marcado.

### Independiente
Em junho de 2025, Leonardo Godoy foi anunciado como novo reforço do Independiente, da Argentina. O clube argentino adquiriu 100% dos direitos do lateral-direito por cerca de 2 milhões de dólares (aproximadamente 11 milhões de reais), e o jogador assinou contrato válido até dezembro de 2028.

## Títulos
Estudiantes
- Copa Argentina: 2023[16]

Athletico Paranaense
- Campeonato Paranaense: 2024[16]